# Stephen King (voetballer)
Stephen King (Medford, New Jersey, 6 maart 1986) is een Amerikaans voetballer die bij voorkeur als middenvelder speelt.

## Carrière
Tot 2007 speelde King in de jeugd van de Maryland Terrapins. Hij maakte in 2008 zijn debuut in de MLS tijdens een wedstrijd tegen de Real Salt Lake. Op 3 mei 2008 scoorde King zijn eerste MLS-goal, tegen New England Revolution. In de vierde ronde van de MLS SuperDraft 2008 werd hij door de Seattle Sounders geselecteerd voor de wedstrijd tegen zijn oude club de Chicago Fire. Op 30 april 2010 werd King geruild naar DC United.

## Erelijst
- Lamar Hunt U.S. Open Cup: 2009 (Seattle Sounders)